# Leucania macoya
Leucania macoya là một loài bướm đêm trong họ Noctuidae.